# Барнштедт (Саксония-Анхальт)
Барнштедт (нем. Barnstädt) — община в Германии, в земле Саксония-Анхальт. 
Входит в состав района Зале. Подчиняется управлению Вайда-Ланд.  Население составляет 1114 человек (на 31 декабря 2010 года). Занимает площадь 18,21 км².